# Centro Nacional de Hipismo

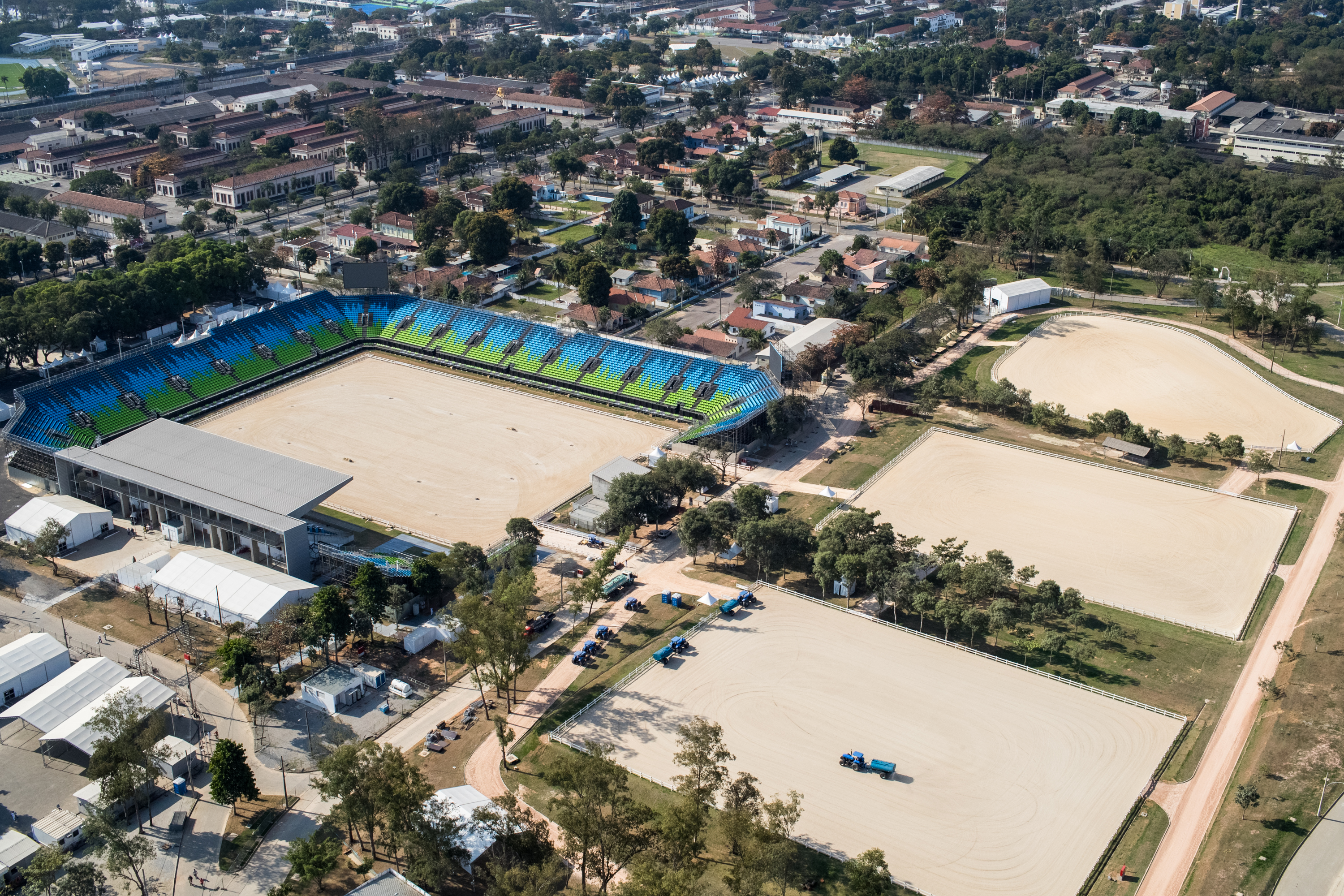
Het Centro Nacional de Hipismo

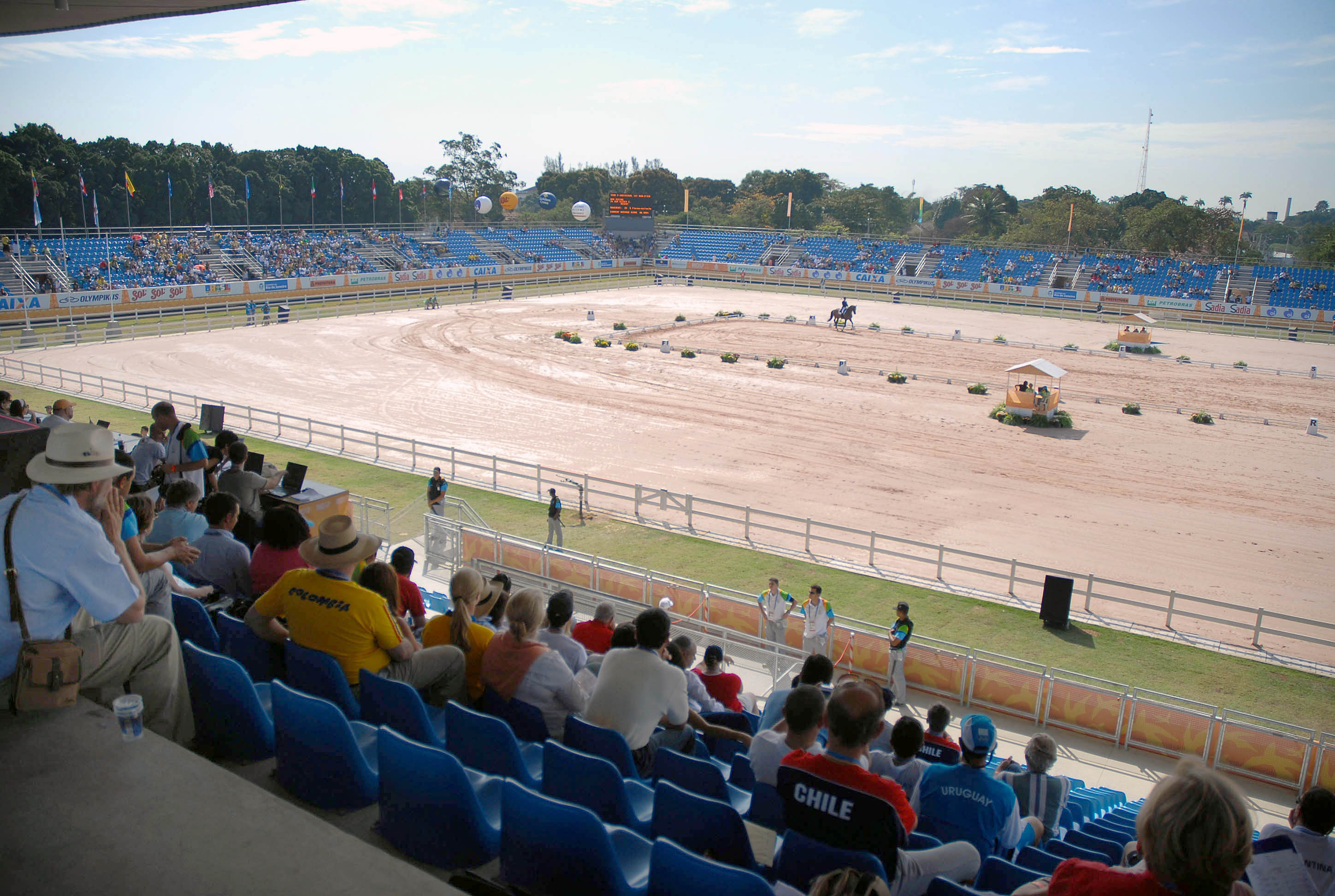
Het Centro Nacional de Hipismo tijdens de Pan-Amerikaanse Sepel van Rio 2007

Het Centro Nacional de Hipismo is een stadion dat werd gebouwd en een eerste maal in gebruik genomen voor de Pan-Amerikaanse Spelen 2007 in Rio de Janeiro. In 2016 werd het voor de Olympische Zomerspelen gebruikt.
Het paardencentrum ligt in de onmiddellijke nabijheid van het park Parque Radical van het Olympische park Deodoro, in het noordwesten van de stad, in de wijk Deodoro. In het stadion werd de competitie paardrijden van de Moderne vijfkamp op de Olympische Zomerspelen 2016 ingericht, naast de competitie Paardensport op de Olympische Zomerspelen 2016. Tijdens de Paralympische Zomerspelen 2016 werd het stadion gebruikt voor de Paardensport op de Paralympische Zomerspelen.
De renovatie van het complex voor de spelen van 2016 kostte 11 miljoen Braziliaanse real.